# 산청공설운동장
산청공설운동장(山淸公設運動場, Sancheong Public Stadium)은 대한민국 경상남도 산청군에 있는 스포츠 시설이다. 인조잔디 필드와 우레탄 트랙이 갖춰진 경기장이며, 1992년에 준공되었다.

## 참고 문헌
- “산청군 체육시설”. 산청군청.
- 《2023 전국 공공체육시설 현황 (2022년 12월말 기준)》. 대한민국 문화체육관광부. 2024.